# 官方结局
官方结局，或称“正统结局”（Canonical ending)，是电子游戏界的一个术语。
这个术语一般应用于具有开放式结局，或可选阵营，并有续作的游戏。所谓“开放式结局”是指玩家在游戏中的抉择和行为会影响到游戏的结局并改变游戏世界的面貌，比如玩家既可以扮演好人行侠仗义，又可以扮演恶人为非作歹，角色扮演游戏通常具有此类结局。而“阵营可选”则一般出现于即时战略游戏。
此二类游戏一旦推出续作，一般而言故事情节上会和前作有所衔接，而显然不可能把玩家在前作中所有可达成的结局都考虑进去，在这种情况下，游戏开发者会设定“官方结局”，即选定前作诸多可能结局的其中一种，作为续集故事的背景。
虽然没有明确规定，但通常而言，“官方结局”都会选择主线结局，即所谓的“好结局”（Good Ending），如正义战胜邪恶的结局（见《辐射2》），人类战胜异族的结局（见“异形”）或主角达成目的的结局（见《心跳回忆》）。如果是可选阵营的即时战略游戏，则一般会择定被定义为“正义”一方获胜的结局为正统结局，如美国开发的《红色警戒》系列的正统结局，永远是象征正义的“盟军”战胜象征邪恶的共产主义苏联军队。
与“正统结局”相对的术语是“替代结局”（Alternative Ending）。一般而言，“替代结局”没有延续性，如《命令与征服：泰伯利亚之日》中兄弟会获胜的结局，即以“改变世界导弹”将地球泰伯利亚化的结局。从文学创作的角度讲，这类结局也确实难续下文。虽然罕见，但也有以“替代结局”开拓续作的例子，最典型的便是整个《命令与征服》系列的世界，其实都是以《红色警戒1》的苏联获胜结局为前提谱写的。